# Ifjabb Ocskay Gábor Jégcsarnok
Die Ifjabb Ocskay Gábor Jégcsarnok (deutsch Gábor-Ocskay-Junior-Eishalle) ist eine Eissporthalle in der ungarischen Stadt Székesfehérvár. Sie fasst 3.500 Zuschauer und ist der Heimspielort des Eishockeyclubs Alba Volán Székesfehérvár aus der Österreichischen Eishockey-Liga. Die Halle trägt den Namen eines früheren Spielers von Alba Volán Székesfehérvár, Gábor Ocskay, der 16 Jahre für den Verein spielte. 2009 starb er im Alter von 33 Jahren an einem Herzinfarkt.

## Nutzungsgeschichte
Nach ihrer Eröffnung im Jahr 1991 zog der Eishockeyverein Alba Volán Székesfehérvár aus seinem bisherigen Heimspielort, dem Eisstadion Székesfehérvár, in die neue Eishalle um, die durch die Überdachung der alten Eisfläche entstanden war. Auch nach dem Wechsel aus der Ungarischen Eishockeyliga in die Österreichische Eishockey-Liga spielt Alba Volán weiterhin im Stadion. Außerdem tragen die ungarischen Erstligisten Hevület Székesfehérvár, Fehérvári Jegesmedvék und Fehérvári Titánok ihre Heimspiele in der Ifjabb Ocskay Gábor Jégcsarnok aus.
Die Eishalle war zudem Austragungsort der C-Weltmeisterschaft 1998, der Weltmeisterschaft der Gruppe B der Division I 2002 sowie des Super Finals des IIHF Continental Cup 2004/05, 2005/06 und 2006/07.